# Ocú
Ocú é um distrito da província de Herrera, Panamá. Possui uma área de 625,00 km² e uma população de 15.936 habitantes (censo 2000), perfazendo uma densidade demográfica de 25,50 hab./km². Sua capital é a cidade de Ocú.